# ジャック・コンウェイ (映画監督)
ジャック・コンウェイ（英語: Jack Conway, 1887年7月17日 - 1952年10月11日）は、アメリカ合衆国の映画監督、俳優、映画プロデューサーである。メトロ・ゴールドウィン・メイヤー初のトーキー『侠盗ヴァレンタイン』を監督した。本名ヒュー・ライアン・コンウェイ（英語: Hugh Ryan Conway）、ジョン・コンウェイ（英語: John Conway）とも名乗った。

## 人物・来歴
1887年（明治20年）7月17日、アメリカ合衆国のミネソタ州グレイスヴィルに生まれる。
ヒュー・ライアン・コンウェイの最初のキャリアは舞台俳優であった。満22歳となる1909年（明治42年）、D・W・グリフィスの助手となる。1913年（大正2年）、映画監督に昇進する。その後もグリフィスの監督した映画『國民の創生』（1915年）や『イントレランス』（1916年）の助監督を務めている。
1928年（昭和3年）、メトロ・ゴールドウィン・メイヤー製作・配給による同社初のトーキー『侠盗ヴァレンタイン』の監督を務める。同作は、1920年（大正9年）にエドマンド・モーティマーとアーサー・リップリーが共同監督したサイレント映画『ヴァレンタイン』のリメイクである。
1934年（昭和9年）、監督作の『奇傑パンチョ』が、第2回ヴェネツィア国際映画祭でムッソリーニ杯にノミネートされてコンペティション上映され、特別賞を受賞した。
1952年（昭和27年）10月11日、カリフォルニア州ロサンゼルス郡パシフィック・パリセーズで死去した。満65歳没。同州グレンデールのフォレスト・ローン・メモリアル・パークに眠る。映画産業への貢献によりハリウッド・ウォーク・オブ・フェームの星をヴァイン街1500番地に刻む。

## おもなフィルモグラフィ
特筆以外はすべて監督作。
- Her Indian Hero : 1912年
- 『一人息子』 His Only Son : 1912年
- House of Pride : 1912年
- In the Long Run : 1912年
- The Old Armchair : 1913年
- When Sherman Marched to the Sea : 1913年
- The Struggle : 1913年
- The Wrong Prescription : 1914年
- The Penitentes : 1915年
- 『國民の創生』 : 監督D・W・グリフィス、1915年 - 助監督
- 『イントレランス』 : 監督D・W・グリフィス、1916年 - 助監督
- Judgment of the Guilty : 1916年
- Bitter Sweet : 1916年
- 『夏の思ひ出で』 The Silent Battle : 主演J・ウォーレン・ケリガン、1916年
- The Beckoning Trail : 1916年
- 『社会の賊』 The Social Buccaneer : 主演J・ウォーレン・ケリガン、1916年
- The Torment : 1916年
- The Doctor's Decision : 1916年
- 『人の力』 The Measure of a Man : 主演J・ウォーレン・ケリガン、1916年
- The Mainspring : 1916年
- 『孤児の生涯』 Her Soul's Inspiration : 主演エラ・ホール、1917年
- 『三人の孤児』 The Little Orphan : 主演エラ・ホール、1917年
- 『二滴の水』 Polly Redhead : 主演エラ・ホール、1917年
- 『質屋の娘』 A Jewel in Pawn : 主演エラ・ホール、1917年
- Come Through : 1917年
- The Charmer : 主演エラ・ホール、1917年
- 『砂漠の嵐』 Bond of Fear : 1917年
- Because of a Woman : 1917年
- You Can't Believe Everything : 1918年
- 『荒男と小児』 Little Red Decides : 1918年
- Her Decision : 1918年
- Desert Law : 1918年
- A Diplomatic Mission : 1918年
- 『ロムバルジー』 Lombardi, Ltd. : 1919年
- 『金! 金! 金!』 The Money Changers : 1920年
- 『暁の騎手』 Riders of the Dawn : 1920年
- 『颱風の跡』 The Dwelling Place of Light : 1920年
- 『開拓の道』 The U.P. Trail : 1920年
- The Spenders : 1921年
- The Lure of the Orient : 1921年
- 『殺人者』 The Killer : 監督ハワード・ヒックマン、1921年 - 出演
- The Servant in the House : 1921年
- 『熱情の国』 The Kiss : 1921年
- 『巴里の驚異』 The Rage of Paris : 1921年
- 『俄か分限』 The Millionaire : 1921年
- 『法の娘』 A Daughter of the Law : 1921年
- 『死線を越えて』 Across the Deadline : 1922年
- 『やっつけろ!』 Step on It! : 1922年
- 『侠骨男児』  Don't Shoot : 1922年
- 『鬼を欺く男』 The Long Chance : 1922年
- 『一国の風雲』 Another Man's Shoes : 1922年
- 『単騎突進』 Quicksands : 1923年
- 『囚人』 The Prisoner : 1923年
- 『享楽の夢』 Trimmed in Scarlet : 1923年
- 『毒の花園』 What Wives Want : 1923年
- 『曲馬団の花形』 Sawdust : 1923年
- 『奔流恋を乗せて』 Lucretia Lombard : 1923年
- 『喧嘩王』 The Trouble Shooter : 1924年
- 『奇略縦横』  The Heart Buster : 1924年
- 『紺碧の空の下に』 The Roughneck : 1924年
- 『北極の怪』 The Hunted Woman : 1925年
- The Only Thing : 1925年
- 『紅ばらの唄』 Soul Mates : 1925年
- 『大学のブラウン』 Brown of Harvard : 1926年
- The Understanding Heart : 1927年
- 『密輸入の恋』 Twelve Miles Out : 1927年
- 『臍茶モンパリ』 Legionnaires in Paris : 監督アーヴィッド・E・ギルストロム、1927年 - 題字
- Bringing Up Father : 1928年
- The Smart Set : 1928年
- While the City Sleeps : 1928年
- 『侠盗ヴァレンタイン』 Alias Jimmy Valentine : 1928年
- Our Modern Maidens : 1929年
- 『花嫁修業』 Untamed : 1929年
- They Learned About Women : 1930年
- The Unholy Three : 1930年
- 『ニュウ・ムウン』 New Moon : 1931年
- The Easiest Way : 1931年
- 『ジャスト・ア・ジゴロ』Just a Gigolo : 1931年
- 『アルセーヌ・ルパン』 Arsène Lupin : 1932年
- But the Flesh Is Weak : 1932年
- 『赤毛の女』Red-Headed Woman : 1932年
- 『ヘル・ビロウ』 Hell Below : 1933年
- 『舌戦速射砲』 The Nuisance : 1933年
- The Solitaire Man : 1933年
- 『奇傑パンチョ』 Viva Villa! : 1934年
- 『ターザンの復讐』 Tarzan and His Mate : 1934年
- 『わたし純なのよ』 The Girl from Missouri : 1934年
- 『ギャングの花嫁』 The Gay Bride : 1934年
- One New York Night : 1935年
- 『嵐の三色旗』 A Tale of Two Cities : 1935年
- 『結婚クーデター』 Libeled Lady : 1936年
- 『サラトガ』 Saratoga : 1937年
- 『響け凱歌』 A Yank at Oxford : 1938年
- 『地球を駆ける男』 Too Hot to Handle : 1938年
- Let Freedom Ring : 1939年
- Lady of the Tropics : 1939年
- 『ブーム・タウン』 Boom Town : 1940年
- Love Crazy : 1941年
- 『無法街』 Honky Tonk : 1941年
- Crossroads : 1942年
- Assignment in Brittany : 1943年
- Dragon Seed : 1944年
- High Barbaree : 1947年
- 『自信売ります』 The Hucksters : 1947年
- Desire Me : 1947年
- 『奥様武勇伝』 Julia Misbehaves : 1948年

## 関連事項
- グレイスヴィル (ミネソタ州) （en:Graceville, Minnesota）
- パシフィック・パリセーズ （en:Pacific Palisades, Los Angeles, California）
- 第2回ヴェネツィア国際映画祭 （en:2nd Venice International Film Festival）
- en:Forest Lawn Memorial Park, Glendale
- ヴァイン街 （en:Vine Street）

## 註
1. 1 2 3 4 5 6 7 8 9  Jack Conway, Internet Movie Database, 2010年4月14日閲覧。
2. 1 2 3  Jack Conway, allmovie, 2010年4月14日閲覧。
3. ↑  Alias Jimmy Valentine - trivia, Internet Movie Database, 2010年4月14日閲覧。
4. ↑  侠盗ヴァレンタイン、キネマ旬報映画データベース、2010年4月14日閲覧。
5. ↑  Jack Conway, Find A Grave, 2010年4月14日閲覧。